# Neuilly-la-Forêt
Neuilly-la-Forêt is een plaats en voormalige gemeente in het Franse departement Calvados in de regio Normandië en telt 444 inwoners (1999). De plaats maakt deel uit van het arrondissement Bayeux.

## Geschiedenis
Castilly was onderdeel van het gelijknamige kanton tot dit op 22 maart 2015 werd opgeheven en de gemeenten werden toegevoegd aan het aangrenzende kanton Trévières. Op 1 januari 2017 werden de gemeenten Neuilly-la-Forêt, Castilly, Les Oubeaux en Vouilly opgeheven en in de gemeente Isigny-sur-Mer opgenomen.

## Geografie
De oppervlakte van Neuilly-la-Forêt bedraagt 20,9 km², de bevolkingsdichtheid is 21,2 inwoners per km².
De onderstaande kaart toont de ligging van Neuilly-la-Forêt met de belangrijkste infrastructuur en aangrenzende gemeenten.

## Demografie
Onderstaande figuur toont het verloop van het inwonertal (bron: INSEE-tellingen).
Vanwege een beveiligingsprobleem met de MediaWiki Graph-software is het momenteel niet mogelijk deze grafiek weer te geven. Zodra de software is bijgewerkt zal de grafiek vanzelf weer zichtbaar worden.
Castilly · Isigny-sur-Mer · Neuilly-la-Forêt · Les Oubeaux · Vouilly